# Argjend Mustafa
Argjend Mustafa (Vučitrn, 30 agosto 1992) è un calciatore kosovaro, centrocampista del TSV Schönberg.

## Biografia
Nato a Vučitrn, nell'allora provincia autonoma jugoslava del Kosovo.

## Carriera
Il 6 gennaio 2015 viene acquistato dal Laçi e firma un contratto di un anno e mezzo con scadenza il 30 giugno 2016.

## Statistiche

### Presenze e reti nei club
Statistiche aggiornate al 10 marzo 2021.
| Stagione           | Squadra            | Campionato         | Campionato | Campionato | Coppe nazionali | Coppe nazionali | Coppe nazionali | Coppe continentali | Coppe continentali | Coppe continentali | Altre coppe | Altre coppe | Altre coppe | Totale | Totale |
| Stagione           | Squadra            | Comp               | Pres       | Reti       | Comp            | Pres            | Reti            | Comp               | Pres               | Reti               | Comp        | Pres        | Reti        | Pres   | Reti   |
| ------------------ | ------------------ | ------------------ | ---------- | ---------- | --------------- | --------------- | --------------- | ------------------ | ------------------ | ------------------ | ----------- | ----------- | ----------- | ------ | ------ |
| 2012-2013          | Besa Kavajë        | KS                 | 19         | 0          | CA              | 1               | 0               | -                  | -                  | -                  | -           | -           | -           | 20     | 0      |
| 2013-2014          | Besa Kavajë        | KS                 | 22         | 1          | CA              | 0               | 0               | -                  | -                  | -                  | -           | -           | -           | 22     | 1      |
| Totale Besa Kavajë | Totale Besa Kavajë | Totale Besa Kavajë | 41         | 1          |                 | 1               | 0               |                    | -                  | -                  |             | -           | -           | 42     | 1      |
| 2014-gen. 2015     | Partizani Tirana   | KS                 | 6          | 0          | CA              | 4               | 1               | -                  | -                  | -                  | -           | -           | -           | 10     | 1      |
| gen.-giu. 2015     | Laçi               | KS                 | 18         | 1          | CA              | 5               | 0               | UEL                | -                  | -                  | SA          | -           | -           | 23     | 1      |
| 2015-2016          | Laçi               | KS                 | 28         | 3          | CA              | 6               | 0               | UEL                | 1                  | 0                  | SA          | 1           | 0           | 36     | 3      |
| Totale Laçi        | Totale Laçi        | Totale Laçi        | 46         | 4          |                 | 11              | 0               |                    | 1                  | 0                  |             | 1           | 0           | 59     | 4      |
| 2016-2017          | Tirana             | KS                 | 0          | 0          | CA              | 0               | 0               | -                  | -                  | -                  | -           | -           | -           | 0      | 0      |
| 2017-gen. 2018     | Kamza              | KS                 | 1          | 0          | CA              | 1               | 0               | -                  | -                  | -                  | -           | -           | -           | 2      | 0      |
| gen.-giu. 2018     | Vushtrria          | SL                 | 0          | 0          | CK              | 1               | 0               | -                  | -                  | -                  | -           | -           | -           | 1      | 0      |
| 2018-2019          | Flamurtari Valona  | KS                 | 31         | 0          | CA              | 3               | 0               | -                  | -                  | -                  | -           | -           | -           | 34     | 0      |
| 2019-2020          | Drenica            | SL                 | 8          | 2          | CK              | 1               | 0               | -                  | -                  | -                  | -           | -           | -           | 9      | 2      |
| 2020-2021          | Drenica            | SL                 | 10         | 0          | CK              | 2               | 0               | -                  | -                  | -                  | -           | -           | -           | 12     | 0      |
| Totale Drenica     | Totale Drenica     | Totale Drenica     | 18         | 2          |                 | 3               | 0               |                    | -                  | -                  |             | -           | -           | 21     | 2      |
| Totale carriera    | Totale carriera    | Totale carriera    | 143        | 7          |                 | 24              | 1               |                    | 1                  | 0                  |             | 1           | 0           | 169    | 8      |

## Palmarès

### Club

#### Competizioni nazionali
- Coppa d'Albania: 1

Laçi: 2014-2015
- Supercoppa d'Albania: 1

Laçi: 2015